# Nagelmattvävare
Nagelmattvävare (Helophora insignis) är en spindelart som först beskrevs av John Blackwall 1841.  Nagelmattvävare ingår i släktet Helophora och familjen täckvävarspindlar. Arten är reproducerande i Sverige. Inga underarter finns listade i Catalogue of Life.